# Franciszek Ksawery d’Abancourt de Franqueville
Franciszek Ksawery d’Abancourt de Franqueville (28. ledna 1815 Lesko – 22. dubna 1892 Bolechiv) byl polský spisovatel a politický aktivista. Publikoval i pod pseudonymy Budzimierz Socha a Stražnik narodowy. Jeho bratrem byl odbojář Karol d’Abancourt de Franqueville a jeho synem právník Karol d’Abancourt de Franqueville.
Narodil se do rodiny Augustyna d’Abancourt de Franqueville, který byl synovcem Charlese-Xaviera de Franqueville d’Abancourt, posledního ministra války francouzského krále Ludvíka XVI., a po Francouzské revoluci emigroval z Francie do Leska. Předběžné vzdělání získal v Sanoku, Sambiru a Přemyšli a následně v letech 1837 až 1841 studoval ve Vídni.
Veřejně byl činný především od 1. října 1861 do 12. září 1862, kdy vydával ve Lvově opoziční Dziennik Polski, který s ním založili Florian Ziemiałkowski a Franciszek Smolka a který kritizoval vládu Antona von Schmerlinga. Vydávání novin skončilo zákazem a Franciszek Ksawery d’Abancourt byl odsouzen na čtyři roky do vězení – z trestu ale odseděl jen část.
Podílel se na Lednovém povstání a po jeho porážce se vrátil do Vídně.